# Ludwik Zwierzdowski

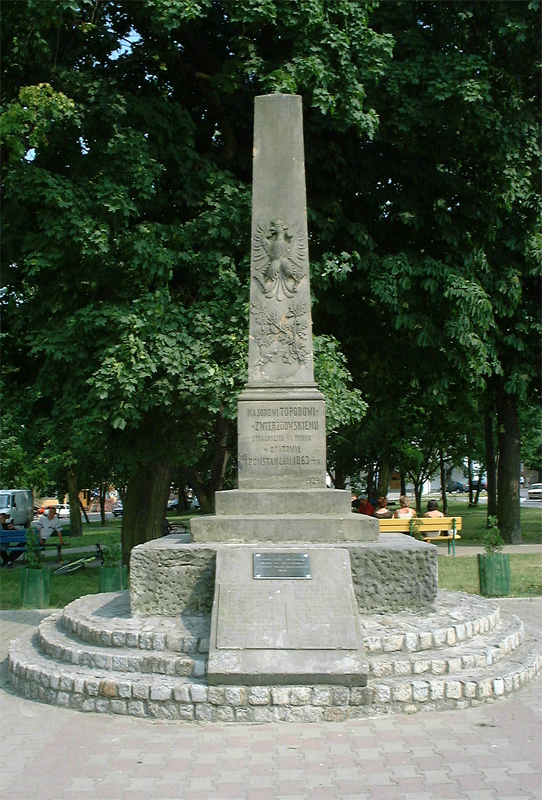
Pomnik Ludwika Zwierzdowskiego w Opatowie

Ludwik Zwierzdowski herbu Topór (ur. 11 stycznia 1830 w Wilnie, zm. 23 lutego 1864 w Opatowie) − kapitan armii rosyjskiej, członek konspiracji Zygmunta Sierakowskiego, naczelnik wojenny województwa mohylewskiego, naczelnik wojenny województwa sandomierskiego do lutego 1864 roku, dowódca w powstaniu styczniowym.

## Życiorys
Urodził się w Wilnie, a w wieku szesnastu lat rozpoczął karierę wojskową. 8 sierpnia 1850 roku rozpoczął naukę w Wyższej Szkole Inżynieryjnej w Petersburgu, którą ukończył w stopniu porucznika. Następnie otrzymał przydział w twierdzy brzeskiej, po czym w okresie wojny krymskiej został przeniesiony, najpierw ponownie do stolicy, a następnie do Rewla. Rozpoczął studia w Mikołajewskiej Akademii Sztabu Generalnego, którą ukończył w 1858 roku. W okresie studiów zetknął się z Jarosławem Dąbrowskim i Zygmuntem Sierakowskim, a także działał w kole polskich oficerów. Członek stronnictwa czerwonych.
W 1858 roku otrzymał przydział do Wilna, w rok później został sztabskapitanem, a w 1860 roku kapitanem. Związał się z polską konspiracją, co wywołało podejrzenia u jego rosyjskich dowódców. Od 1859 roku należał do Koła, zorganizowanego przez Franciszka Dalewskiego. Tuż przed wybuchem powstania przeniesiony został do Moskwy. Ostatecznie nie został jednak aresztowany, lecz w 1863 roku poprosił o urlop, z którego już nie powrócił. W czasie powstania styczniowego przyjął pseudonim Topór (od rodowego herbu) i działał na terenie guberni mohylewskiej. W 1863 roku został naczelnikiem wojennym województwa mohylewskiego. Zamierzenia Topora i Sierakowskiego miały być ambitne, gdyż wraz z Sierakowskim snuli plan poniesienia orężnej rewolucji w głąb Rosji i połączenia się z przygotowanym przez Kiniewicza rokoszem Tatarów Kazańskich. Uznaje się jednak, że prawdopodobniejszym planem miała być próba zajęcia samego Mohylewa, co dałoby powstańcom świetną pozycję, zarówno pod względem wojskowym jak i moralnym. Stworzywszy oddziałek powstańczy złożony z polskich studentów szkoły rolniczej w Hory-Horkach, stoczył bitwę pod tą miejscowością 6 maja 1863 roku. Załoga miasteczka liczyła około 200 inwalidów i żołnierzy. Zwierzdowski i jego oddział zdobyli broń, konie i 15 tysięcy rubli. 11 maja 1863 roku pod Liciągami oddział dowodzony przez Topora został zaatakowany przez wojsko rosyjskie i okolicznych chłopów. Powstańcy zdołali wycofać się, ponosząc jedynie niewielkie straty. Spotkawszy się z niechęcią miejscowej ludności, rozpuścił oddział. Nie jest jasne w jaki sposób Zwierzdowski opuścił kraj. Źródła z epoki podają, że po rozpuszczeniu oddziału sam udał się do Moskwy, skąd, po dwukrotnym chwilowem aresztowaniu w drodze, wyjechał w miesiącu maju zagranicę, gdzie bawił aż do października, zajmując się kreśleniem planu wyprawy na Żmudź. Tradycja miejscowa podawała natomiast, że Zwierzdowski schronił się w majątku Święckopolu, po kilku godzinach, gdy gospodarz sprowadził z pobliskiej stacji konie pocztowe, udał się niemi w kierunku Mohylewa. Po drodze, obawiając się pogoni, zostawił konie w lesie, a sam w przebraniu chłopskim zdołał dotrzeć do Mohylewa.
W czerwcu 1863 roku przebywał w Konstantynopolu, następnie na terenie Dobrudży, by w lipcu trafić do Paryża. Ludwik Mierosławski polecił mu organizację powstania w rejonie pogranicza rosyjsko-pruskiego, lecz na te tereny Zwierzdowski nigdy nie dotarł. 20 listopada 1863 roku awansowany do stopnia pułkownika. Józef Hauke-Bosak mianował go naczelnikiem wojennym województwa sandomierskiego i dowódcą dywizji krakowskiej II Korpusu. W lutym 1864 roku Topór opracował plan zajęcia Opatowa. Bitwa, stoczona 21 lutego 1864 roku, zakończyła się porażką wojsk powstańczych. Zwierzdowski ranny w potyczce zdołał wycofać się, lecz już następnego dnia został pojmany przez patrol kozacki. Sąd wojenny skazał go na karę śmierci, a wyrok został zatwierdzony przez generała Aleksandra Uszakowa. 23 lutego 1864 roku Ludwik Zwierzdowski został powieszony na rynku w Opatowie. Ciało najpierw pochowane zostało przez władze rosyjskie. Jednakże nocą zostało potajemnie wykradzione, a następnie złożone na cmentarzu miejskim, lecz dokładne miejsce pochówku nie jest znane. Jakub Gieysztor opisywał Topora w swych pamiętnikach jako człowieka ambitnego, trochę może intryganta, zazdrosnego, lecz wielkiego patriotyzmu.
W Opatowie znajduje się symboliczna mogiła Ludwika Topór-Zwierzdowskiego i pomnik poświęcony jego pamięci.